# Aven

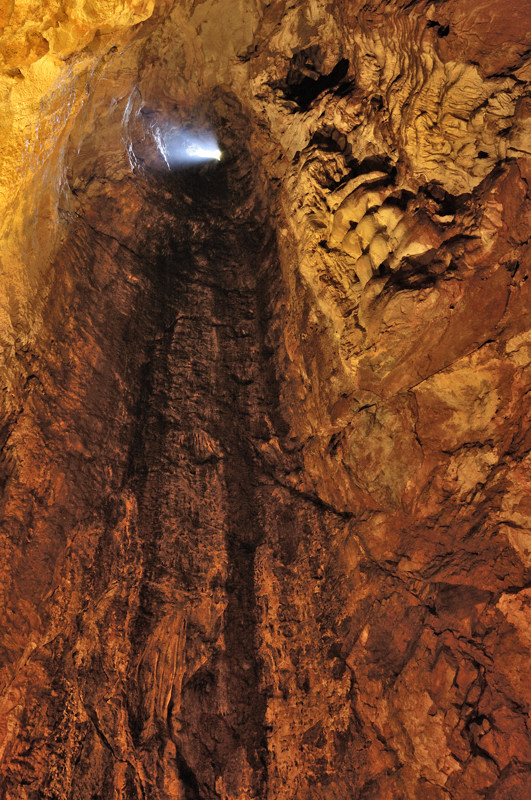
Aven

Un aven este o cavitate naturală formată în special pe verticală, pe roci solubile (cum ar fi calcar).
Are pereți abrupți, iar adâncimea este mare în raport cu lățimea.
Este o formă carstică de prăbușire și dizolvare.
Permite evacuarea rapidă a apelor de suprafață.

## Galerie

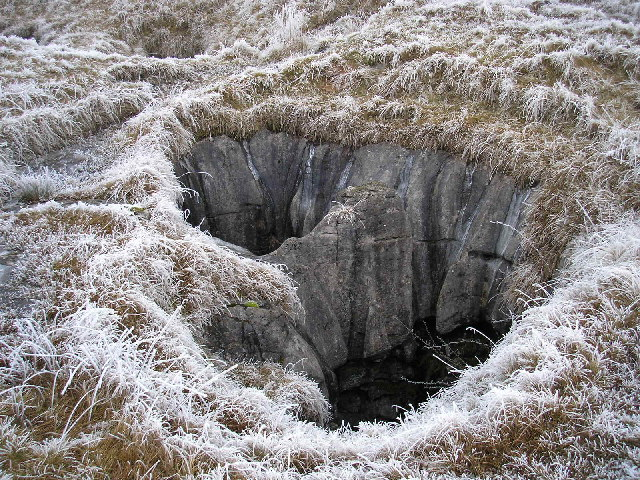
Groapă cu pliuri, Anglia
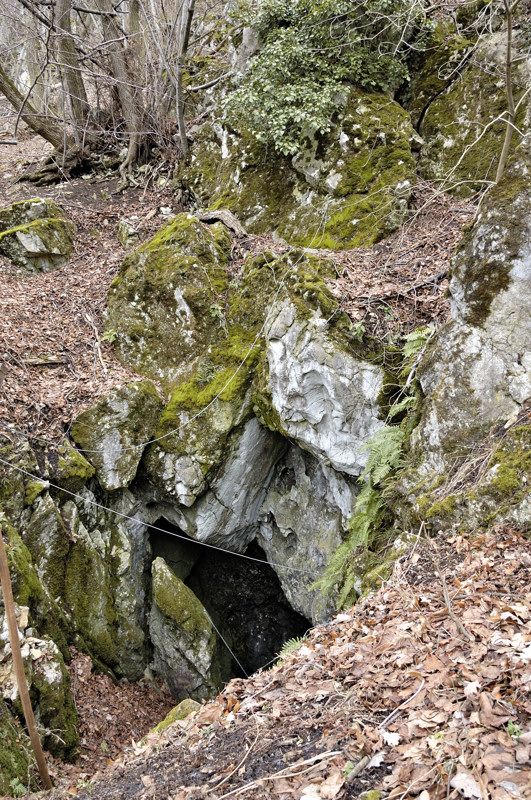
Peștera groapă PP2, Slovacia
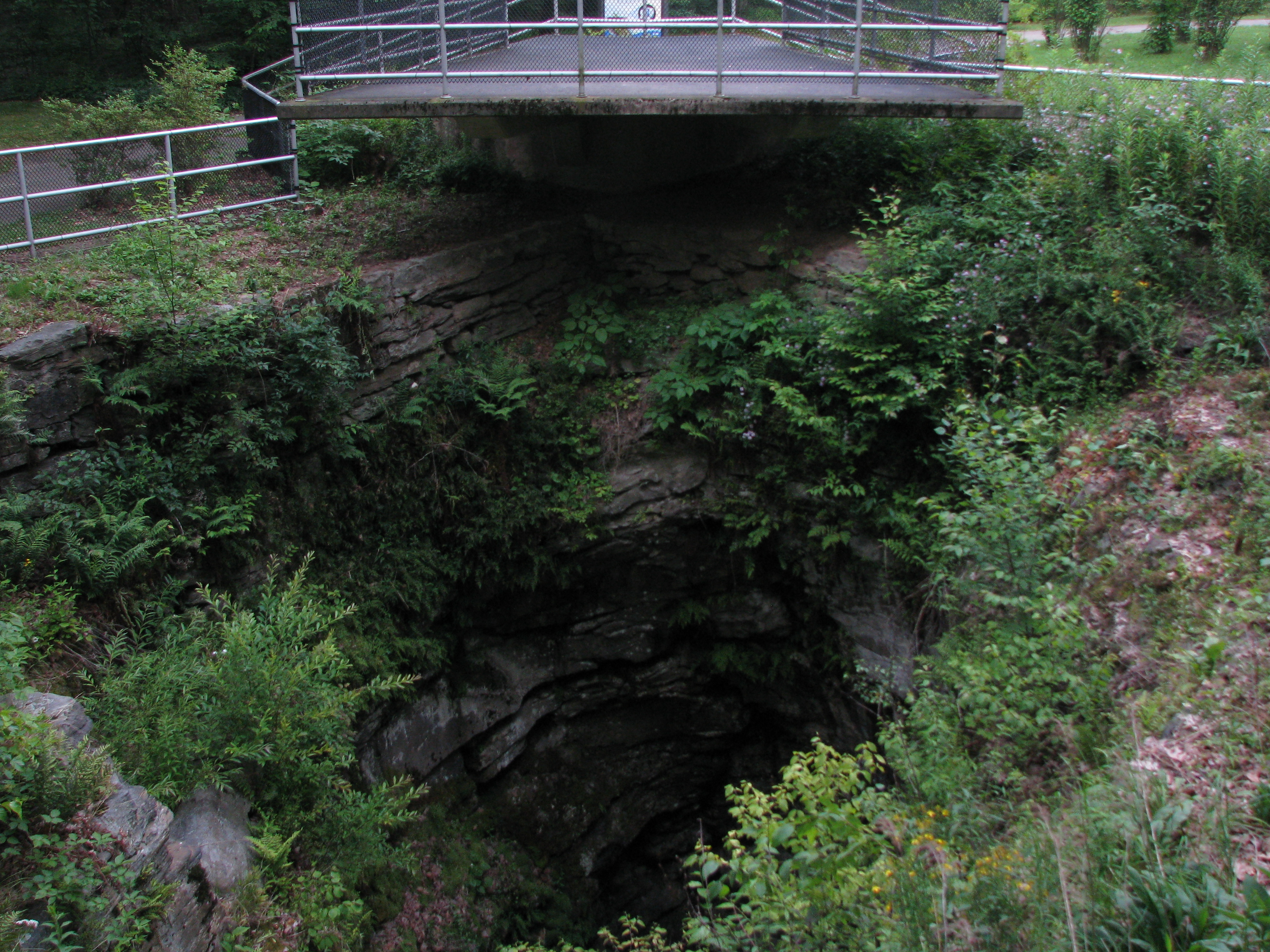
Peșteră în Archbald Pothole State Park, Statele Unite ale Americii